# Avenue Óthonos-Amalías

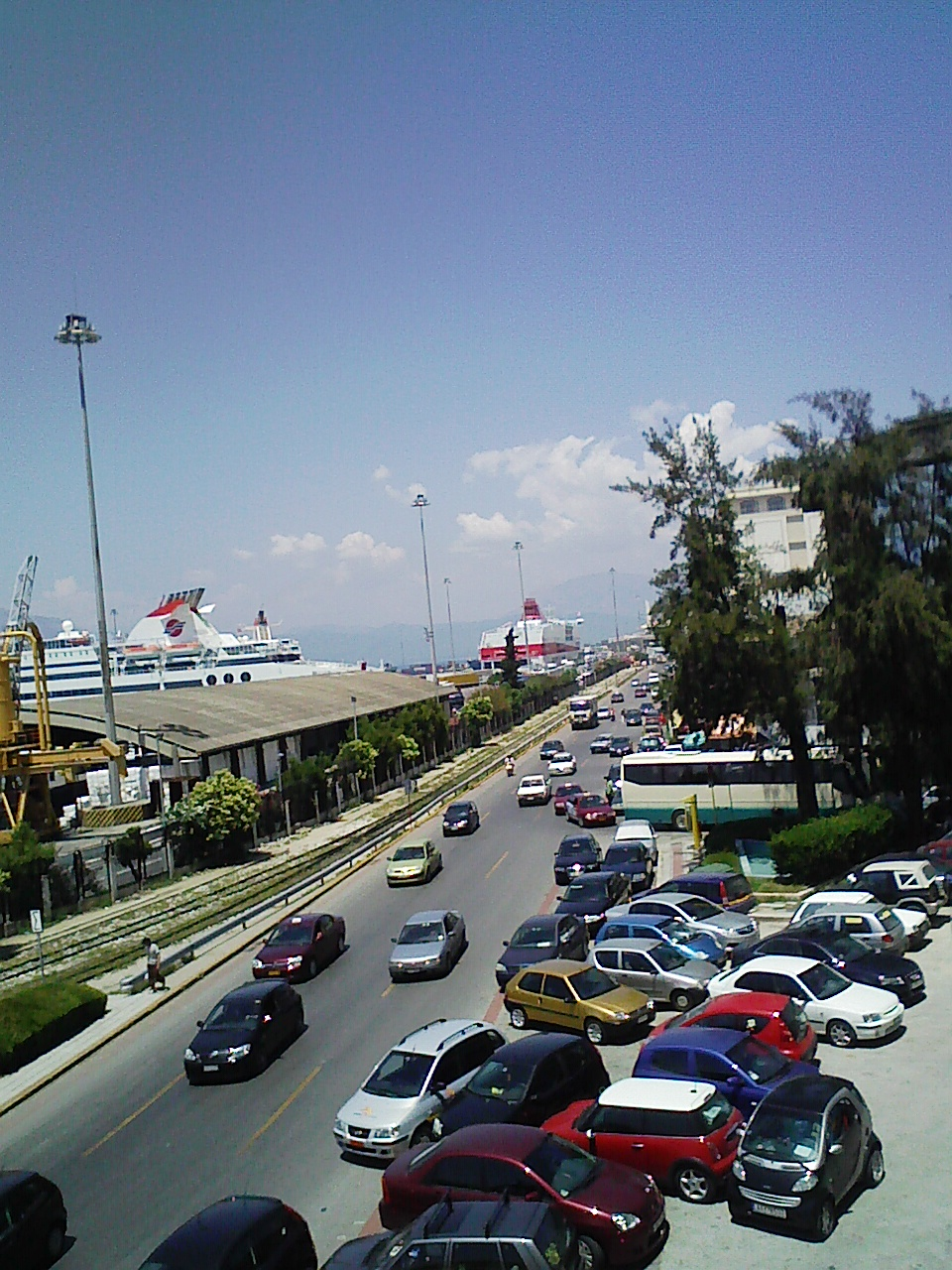
L'avenue Óthonos-Amalías, à Patras.

L'avenue Óthonos-Amalías (en grec moderne : Λεωφόρος Όθωνος-Αμαλίας) est la principale artère de la ville de Patras, en Grèce. 

## Situation et accès
L'avenue Óthonos-Amalías, qui sépare le port du centre-ville de Patras, longe par ailleurs la voie ferrée qui relie la ville au Pirée et donne sur la gare de Patras.

## Origine du nom
Elle est nommée en l'honneur du roi Othon Ier de Grèce et de son épouse la reine Amélie d'Oldenbourg.